# Deutsche Basketballmeisterschaft der Frauen 1949
Die Endrunde um die Deutsche Basketballmeisterschaft der Frauen 1949 fand vom 1. bis 2. Oktober 1949 zeitgleich mit den Titelkämpfen der Männer in Düsseldorf statt. Im Rahmen dieser Veranstaltung wurde auch die Gründung des Deutschen Basketball Bundes (DBB) beschlossen. Insgesamt vier Mannschaften ermittelten in einem Rundenturnier den dritten deutschen Basketballmeister der Frauen. Das Turnier gewann der TSV Spandau 1860 „klar überlegen“ vor dem ATV Düsseldorf, Dritter wurde der Titelverteidiger TS Jahn München.